# Club Deportivo Ávila Vóley
El Club Deportivo Ávila Vóley fue un equipo de voleibol femenino de la ciudad de Ávila, España. Heredero del Caja de Ávila - C.S.C.. Participó por primera vez en la temporada 2005-2006. En 2004 se firmó la cesión de derechos totales hacia el nuevo club que así, en la temporada 2005/2006, comienza a jugar en Superliga con total independencia del ente anterior pero heredando sus estructuras y los derechos de competición. El Caja de Ávila tiene sus orígenes en 1976 cuando un grupo de chicas decidieron empezar a practicar voleibol. En 1987 este equipo se integró en la Casa Social Católica que lo acogería hasta el citado 2004. En 1991 gana la Copa Castilla y León y asciende a Primera División para luego, en 1992, ascender a la División de Honor. En 1995 se proclamó campeón de la Copa de la Reina de Voleibol, obteniendo así por primera vez plaza para una competición europea, la Copa CEV. En España fue subcampeón de copa tres veces (1996, 2004 y 2005) y en Europa obtuvo un cuarto lugar en Copa CEV en 2003 y tercer lugar en 2004.
El 5 de junio de 2006 se hizo pública la desaparición del club por problemas económicos y el traspaso de su plaza en Superliga al equipo de la Universidad de Valencia.
| #                                          | Nombre           | F. Nacimiento            | Estatura | Origen         | Co | Re | Ce | Op | Li |
| ------------------------------------------ | ---------------- | ------------------------ | -------- | -------------- | -- | -- | -- | -- | -- |
| 1                                          | Celina Crusoe    | 22 de septiembre de 1974 | 1,76 m   | Argentina      | x  |    |    |    |    |
| 2                                          | Corina del Valle | 1 de junio de 1969       | 1,68 m   | España         | x  |    |    |    |    |
| 3                                          | Sara Sarmiento   | 12 de marzo de 1987      | 1,85 m   | España         |    |    | x  |    |    |
| 5                                          | Mónica Bahnson   | 31 de octubre de 1974    | 1,83 m   | Argentina      |    |    | x  |    |    |
| 6                                          | Lidia González   | 7 de julio de 1985       | 1,79 m   | España         |    | x  |    |    |    |
| 7                                          | Leslie Finn      | 31 de marzo de 1983      | 1,78 m   | Estados Unidos |    | x  |    |    |    |
| 8                                          | María José Ruiz  | 12 de diciembre de 1977  | 1,74 m   | España         |    |    |    |    | x  |
| 9                                          | Rocío Ruiz       | 31 de diciembre de 1982  | 1,81 m   | España         |    | x  |    |    |    |
| 10                                         | Michelle Collier | 4 de junio de 1980       | 1,77 m   | Brasil         |    | x  |    |    |    |
| 11                                         | Melissa Vieites  | 3 de junio de 1987       | 1,80 m   | España         |    |    |    | x  |    |
| 12                                         | Verónica Gómez   | 30 de agosto de 1985     | 1,84 m   | Venezuela      |    |    |    | x  |    |
| 13                                         | Michelle Knox    | 12 de noviembre de 1980  | 1,87 m   | Estados Unidos |    |    | x  |    |    |
| Entrenador: Julio Rodríguez                |                  |                          |          |                |    |    |    |    |    |
| 9.º Superliga 2005-2006 4.º Supercopa 2005 |                  |                          |          |                |    |    |    |    |    |